# Primer bombardeo de Buenos Aires
El Primer bombardeo de Buenos Aires fue ordenado por el gobierno realista de Montevideo y efectuado por una escuadrilla al mando del capitán de navío Juan Ángel de Michelena el 15 y 16 de julio de 1811. Tuvo por objeto combatir a la Junta revolucionaria que gobernaba el proceso iniciado el 25 de mayo de 1810 en aquella ciudad, capital entonces del Virreinato del Río de la Plata, forzándola al retiro de sus fuerzas de la Banda Oriental y a suspender todo apoyo a los rebeldes en la campaña hasta tanto el Consejo de Regencia de España e Indias resolviera respecto de la cuestión de fondo, la representación de los intereses de Fernando VII en el Río de la Plata.

## Antecedentes

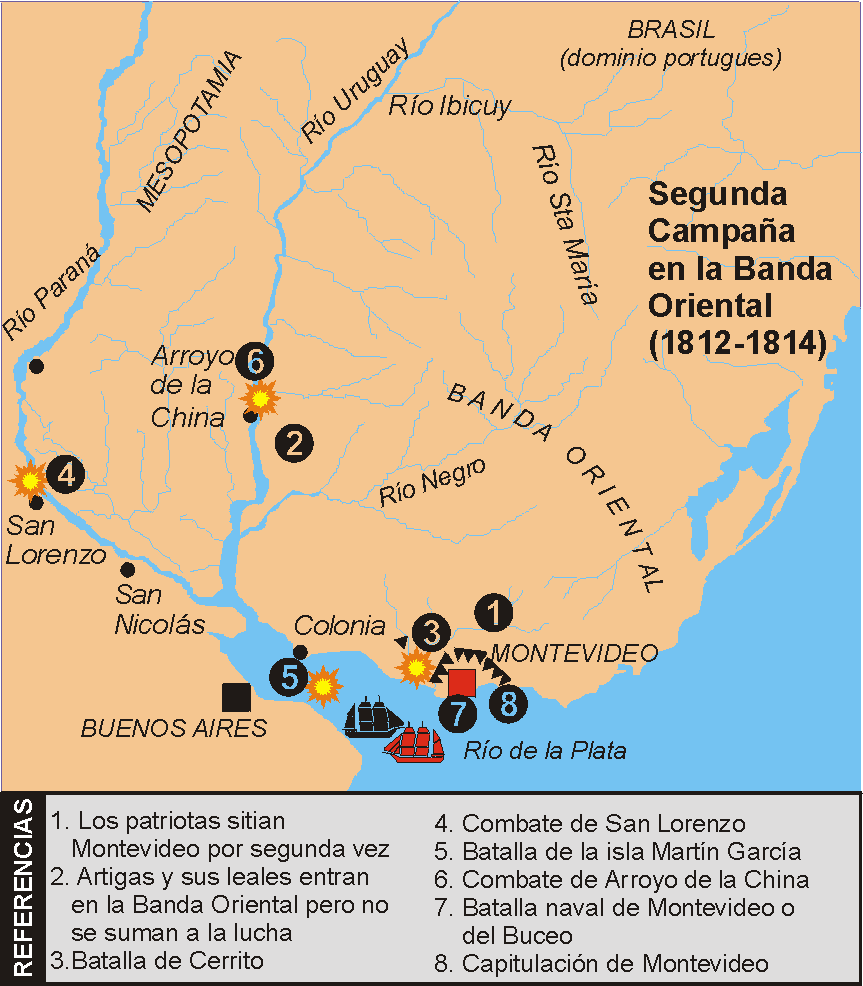

El 25 de mayo de 1810 un movimiento revolucionario en Buenos Aires depuso al virrey Baltasar Hidalgo de Cisneros y formó gobierno, la denominada Primera Junta. Montevideo, dependiente de aquella, desconoció su autoridad y decidió reconocer al Consejo de Regencia establecido en Cádiz. Tras sublevarse la campaña de la Banda Oriental ("Grito de Asencio") la ciudad de Montevideo fue sitiada por tierra por las milicias bajo el mando de José Gervasio Artigas y el ejército de Buenos Aires al mando de José Rondeau.
Sin embargo, el control del Río de la Plata y los ríos Uruguay y Paraná permanecieron bajo el control de la escuadra realista. La primera flotilla patriota, en su primera misión destinada a llevar refuerzos por el Paraná al ejército de Manuel Belgrano que se encontraba en campaña contra la rebelde Intendencia del Paraguay, fue destruida el 2 de marzo de 1811 por la de Montevideo al mando de Jacinto de Romarate en el combate naval de San Nicolás.
Montevideo estuvo así en condiciones de bloquear a su vez por mar al puerto de Buenos Aires, efectuar incursiones de hostigamiento y abastecimiento en los ríos interiores y consiguientemente impedir la caída de la plaza.
Cuando Francisco Javier Elío regresó de España con el nombramiento de Virrey se planteó como objetivo general de su política retrotraer la situación en el Plata a la existente a mediados de 1810: Buenos Aires retiraría sus fuerzas de la Banda Oriental (incluso de los territorios antes sujetos a su jurisdicción administrativa directa) y negaría todo apoyo a los insurgentes orientales, Montevideo retiraría a cambio su bloqueo a Buenos Aires y los ríos interiores y la cuestión de fondo sería puesta a consideración del Consejo de Regencia. La respuesta de los gobiernos porteños a esa iniciativa estaría sujeta al vaivén de la orientación política de sus integrantes y fundamentalmente a la suerte de las armas y el estado del tesoro.

## Ofensiva sobre Buenos Aires

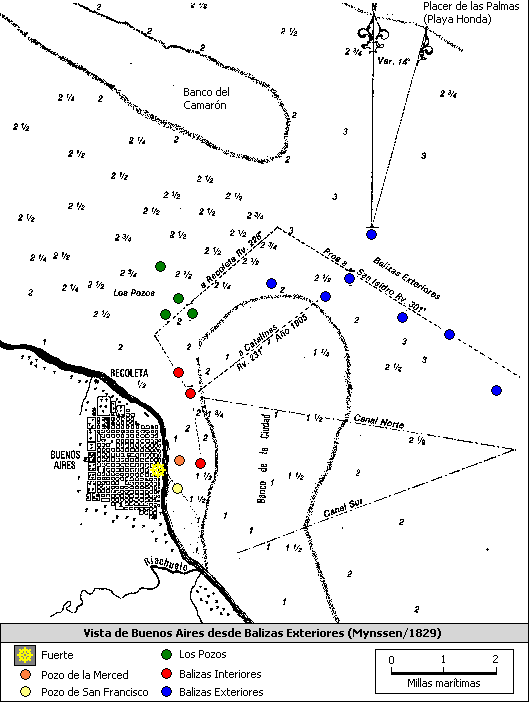
Puerto de Buenos Aires.

### Acciones previas
El 9 de junio el ejército sitiador bombardeó la plaza utilizando cuatro granadas capturas en Las Piedras. Si bien el ataque no causó daños, los empecinados solicitaron a Elío el bombardeo de Buenos Aires como represalia.
Elío deseaba presionar fuertemente al gobierno de las Provincias Unidas e hizo suya la idea. Convocó de inmediato al comandante del Apostadero José María Salazar y le comunicó que era «forzoso ir a bombear a Buenos Aires y que se dispongan los buques que vuestra merced crea necesarios». Salazar, quien tenía pésima relación con Elío, no quiso exponerse a que se cuestionara su lealtad y comprometió el ataque pese a sus reservas.
Esa misma noche, Elío le envió un oficio poniendo al frente de la expedición al capitán de fragata Juan Ángel Michelena, quien acababa de llegar a la ciudad tras evacuar Colonia. La decisión, que por ordenanzas correspondía a Salazar, fue aceptada por el comandante de marina, no sin elevar su reclamo al secretario Vázquez de Figueroa.
Pese a la misión dispuesta se desprendieron algunas de las unidades de la escuadra: el 16 el bergantín Cisne partió a Santa Fe para relevar a la Aranzazu y escoltar a los buques de la carrera a Asunción, y el 19 la sumaca Carlota y los faluchos Fama y San Martín fueron despachados al mando del teniente de navío Juan de Latre para operar en el río Uruguay, con la misión de tomar contacto y auxiliar a las fuerzas portuguesas y de atacar Mercedes.
Soslayando nuevamente a Salazar, Elío convocó a los capitanes de fragata Miguel de Sierra y José Primo de Rivera y les informó que asumiría personalmente el mando de la expedición y que ambos lo secundarían como ayudantes. Su plan consistía en «bombear al fuerte de la ciudad, y luego que lo abandonasen, desembarcar 200 hombres que llevará de transporte y tomarlo». Sierra objetó el plan considerando difícil asegurar un bombardeo eficaz e imposible sostener la posición, objeciones que Elío simplemente desechó, diciendo que en el peor de los casos se reembarcaría con sus hombres. Enterado Salazar por el mismo Sierra, informó a sus superiores. Coincidía con Sierra en que el plan era impracticable y que de llegarse a tener que reembarcar, se haría bajo el fuego de «3000 hombres de tropa y 10 0 12000 paisanos». Cerraba su reclamo afirmando que «si Dios no nos trae un nuevo jefe, los males serán irremediables y la América del Sur se perderá para siempre»
Elío, en su nuevo papel, continuó usurpando atribuciones del comandante del Apostadero.
Así, ordenó colocar en una de las balandras dos piezas cónicas que por su gran retroceso causaron graves daños. Seguidamente, ordenó cambios en la arboladura e incluso modificar el calibre de los morteros. Considerando suficientes los preparativos, Elío confirmó la operación, pese a las objeciones de Salazar, del Cabildo y del gobernador Gaspar de Vigodet.
Finalmente la fuerza naval al mando del capitán de fragata Juan Ángel Michelena, estaría compuesta por los bergantines Ligero y bergantín Belén, dos balandras bombarderas, la sumaca Gálvez, dos faluchos y una lancha.
A ellos se sumaría Elío a bordo del bergantín Casilda.
Las instrucciones consistían en que a medianoche se situase en paraje y sonda bien conocidos desde donde "bombear y balear dos o tres horas y para el amanecer, retirarse fuera de tiro, parlamentar y presentar el convenio, no para discutir, sino para aceptar, y en caso de repulsa o proposición de variación alguna, volverse a situar a cualquier hora y seguir su bombardeo; pues que ya veían la posibilidad y facilidad de ejecutarlo."
Mientras los vientos desfavorables impedían que Elío se les reuniese, Michelena zarpó el 7 de julio de Montevideo, y tras repostar en la Isla Martín García, se presentó en balizas exteriores del puerto de Buenos Aires el día 15 de ese mes.
Michelena, nativo de Maracaibo, Venezuela, tenía en la ciudad a su familia, su esposa María del Carmen del Pino y sus hijos, lo que no fue obstáculo para completar su misión.
La Junta había tenido aviso del plan, así como de la presencia de la escuadra en Martín García, por lo que había tomado los escasos recaudos que estaban a su alcance. El cabildo convocó el 13 a los alcaldes de barrio y los instruyó formalmente para que dispusieran patrullas de vigilancia en prevención de eventuales desembarcos y puestos de observación para seguir los movimientos de la flota incursora, mientras resolvía que los mismos cabildantes recorrerían permanentemente la ciudad para garantizar el cumplimiento de las medidas y arbitrar los medios para hostilizar al enemigo.

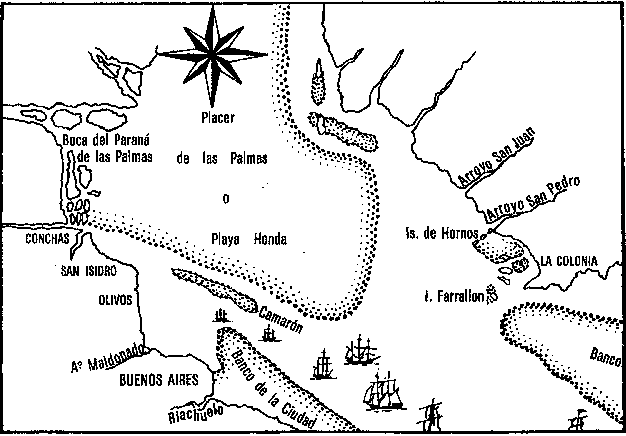
Río de la Plata.

La noche del 13 el depósito de pólvora que existía en El Retiro, en la "casa de mixtos", frente al Convento de las Catalinas (donde estaban también los almacenes y efectos del Real Cuerpo de Artillería), a siete cuadras de la Plaza Mayor, se trasladó a la iglesia de San Nicolás de Bari (donde hoy se levanta el Obelisco), menos expuesta al alcance de las bombas enemigas. El sagrario y la pila bautismal se llevaron a la iglesia de San Miguel Arcángel, que sirvió como parroquia hasta que el 29 de julio se retiraron los pertrechos.
Más de 100 cajones y barriles fueron trasladados rápidamente en carretillas con el auxilio de los 300 hombres (doscientos infantes y cien dragones de la Frontera) que componían la Expedición Auxiliar de Chile que al mando del teniente coronel Pedro Andrés del Alcázar desde el 14 de junio se encontraba en la ciudad y se alojaba en el mismo cuartel frente a las Catalinas.

### El bombardeo

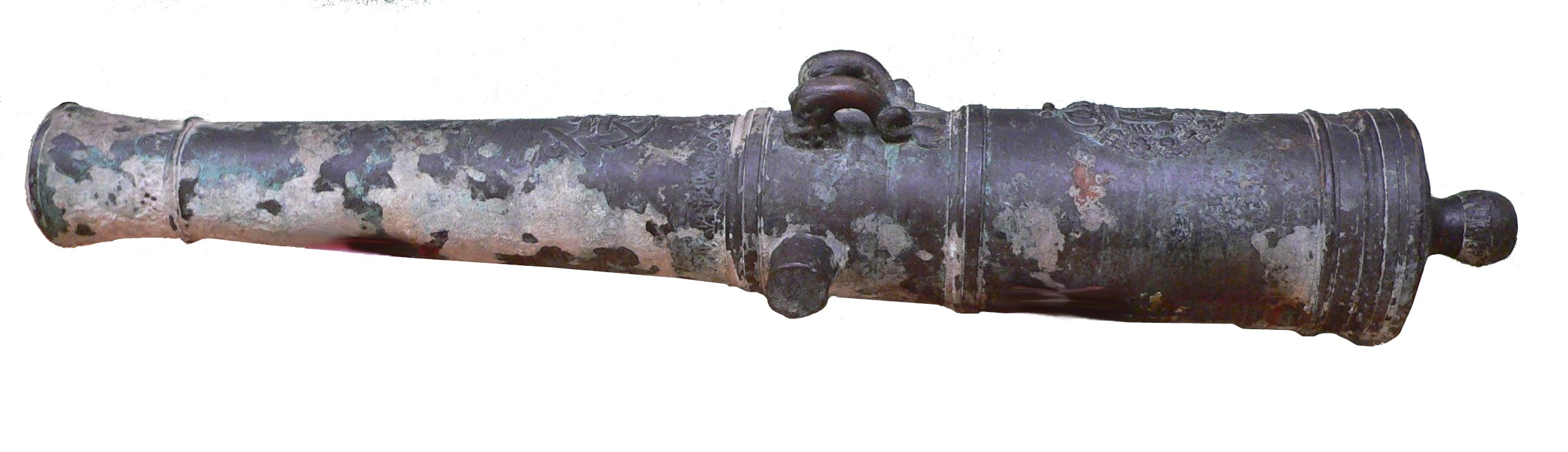
Cañón naval de principios del.

La noche del 15 a las 20:00, aprovechando el viento y marea favorables, las cañoneras fueron adelantadas a posición de tiro en balizas interiores y entre las 21 y 22:00 horas se inició el bombardeo que duró hasta la una de la mañana del 16.
Tras salir de servicio las cañoneras, el fuego fue sostenido principalmente por los dos obuses de 9 pulgadas del bergantín Belén.
Fueron disparados en total 34 bombas y tres cañonazos a bala rasa.
Solo respondió el fuego el único barco disponible, una lancha cañonera armada con un cañón de a 18, desde el 1.º de junio al mando de Hipólito Bouchard, hasta que salió de servicio por la rotura del eje de cureña, no sin haber causado importantes daños al Belén.
El daño que experimentó la ciudad no fue de consideración en sus edificios y sólo dos personas fueron heridas por las bombas.

### La reacción
El escocés Juan Parish Robertson, testigo presencial del bombardeo, relata la reacción de la población mientras se producía el ataque: 

"Las bombas con su espoleta prendida describían hermosos arcos sobre la ciudad, alumbrada todavía por los faroles. La mayor parte de las familias estaban en sus tertulias, y aunque esos proyectiles estallaban aquí y allí, las señoras no tenían temor de subir a las azoteas con el objeto de presenciar el espectáculo. Quienes han visto alguna vez como las bombas van describiendo en el aire magníficas curvas, saben que este mensajero destructor por más que caiga a un cuarto de milla de distancia, siempre da la impresión de hacerlo en el punto ocupado por el observador. Así sucedió aquella noche.
El señor Juan Pedro Robertson se hallaba en la azotea de la casa de madame O'Gorman como un miembro más de una gran tertulia que se había congregado a contemplar la escena. Las porteñas se estremecían un poco al acercarse las bombas y fingían chillar cuando caían. Sólo uno se asustó, un inglés, que convencido de que iba a ser víctima de una granada se arrojó desde la azotea al patio y su caída fue felizmente interrumpida por una puerta abierta, mientras que la bomba cayó a sólo dos cuadras de donde se encontraba... Cuan distante estaría Michelena de pensar que mientras hacía fuego, las porteñas cantaban, bailaban o se asomaban a verlo tranquilamente"
Robertson, John Parish, Letters on South America, Letter XXXIII, páginas 159 y 160.

Pastor Obligado escribía en 1910 acerca de otra tertulia, en lo de los Escalada, reflejando un escenario de menos tranquilidad y sangre fría: 

"El rigodón no había llegado a su última figura, cuando a un ¡cataplum! estrepitoso, si no cayó cada dama en brazos de su pareja, sin duda porque el bien parecer sobrepuso al terror, sí se estremecieron fuertemente todos los cristales y hasta las bujías de cera temblaron en la araña por el estruendo espantoso al que siguieron otros cuarenta...
Al tercer estampido no faltó timorata que exclamando “¡Jesús María!” corrió a hincarse en oración ferviente al pie del gran cuadro de al virgen de Belén, que adornaba el dormitorio de madre señora...
Y como los cañonazos seguían, refugio fue este al que acudieron agrupándose danzantes, arrodilladas alrededor de la tarima de la cuja, cuyas anchas cortinas recogidas dejaban ver abrigos y tapados revueltos y amontonados sobre el amplísimo lecho...
Cuando la mayor zozobra y tribulación acrecía, entró el negro del farolito para la retirada, a aumentarla todo azorado, gritando.
-¡No es nada, mi amita, son los godos que están desembarcando!
Militares y ciudadanos salieron apresuradamente al Fuerte y cuarteles inmediatos.
Los dueños de la casa, San Martín, hoy número 195, mandaron apagar luces y trancar puertas y ventanas, no fuera a filtrarse algún godo exaltado de los que habría puesto señales a la escuadrilla de la otra banda, y las empiringotadas a quienes no indigestó el chocolate del baile que acabó a cañonazos, siguieron rezando trisagios, Pater Noster y Ave Marías, haciendo coro a la devota patricia, que fue sin duda la que más pronto se repuso en época de sobresaltos continuos."
Pastor Obligado, El baile que acabó a cañonazos, artículo publicado en Caras y Caretas, mayo de 1910.

En el mismo artículo, cita a un cronista contemporáneo:

"En la noche del 15 de julio de 1811, los vecinos de esta capital sufrieron los estragos de un bombardeo, dirigido desde el canal interior por cinco barquichuelos a órdenes del comandante Michelena, arrojando cuarenta bombas y algunas balas rasas, que ocasionaron desgracias y estragos consiguientes. Algunos vecinos, asustados por tan furibundo ataque salieron con sus familias a medio vestir o con lo puesto, buscando la salvación en los campos vecinos. En las calles todo era confusión y alboroto, hasta que cesó el fuego, bombardeando abierta ciudad indefensa, sin proceder intimación, contrario a todos los procedimientos de la guerra"
Pastor Obligado, obra citada.

La opinión pública afín a la revolución reaccionó no sólo con la estudiada tranquilidad retratada por Robertson sino con desprecio y furia por la decisión de atacar con artillería a una ciudad abierta y desprovista de obras defensivas y las formas, hacerlo sin intimación o negociación alguna. Pero esta fue también la reacción de los vecinos de opinión independiente e incluso con toda probabilidad de la mayoría de los realistas, en Buenos Aires y Montevideo, habida cuenta de que los posteriores ataques cambiarían en varios aspectos el proceder.

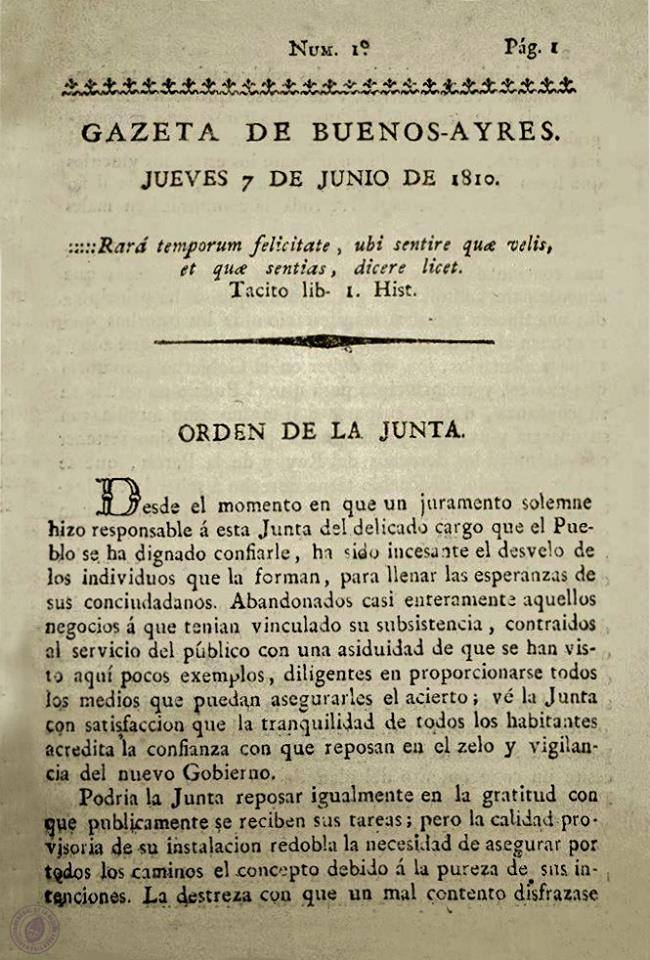
La Gazeta de Buenos Aires

Haciéndose eco de esa opinión, la Gazeta, órgano de prensa oficial de la ciudad, expresaba: 

"Buenos Aires no tiene más muralla que nuestros pechos; y para acometer hombres que no tienen parapetos que los defiendan, excusadas son las bombas y las granadas:	el fusil y la espada son los únicos auxiliares del valor- lo demás, no es pelear, sino hacer daño... y este no es modo de castigar a los insurgentes, sino bajando a tierra y batiéndolos en persona... los enemigos realmente poderosos, así pelean."
Gazeta de Buenos Aires, Julio de 1811 en Carranza, obra citada, página 106.

Pero la opinión general del vecindario puede verse también en el relato del hecho por un cronista:

"Solamente los bárbaros marinos españoles de Montevideo pudieron cometer tal absurdo de bombardear una ciudad como esta, sin intimación antecedente, sin estar sitiada con ejército, ni amurallada, faltando en todo a las leyes de la guerra y con sus propios hermanos, sabiendo muy bien que con bombas no se rinden plazas, pues lo más que sucede es arruinar edificios y matar uno que otro incauto, por lo que merecen la execración de los hombres de bien. Esta capital, en 300 años de su descubrimiento y más de 200 de fundación, no ha sido bombardeada por nación alguna; sin embargo que fue atacada por los ingleses en 5 de julio de 1807 no nos echaron bombas, y sólo estos marinos españoles desesperados lo han hecho."
Beruti, Juan Manuel, obra citada, página 172.

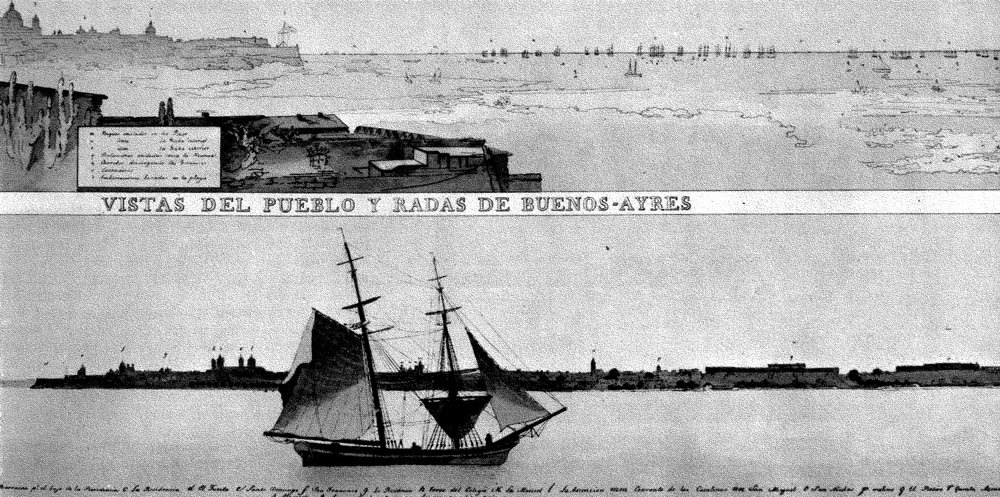
Vistas del pueblo y radas de Buenos Aires en 1813.

### Parlamento

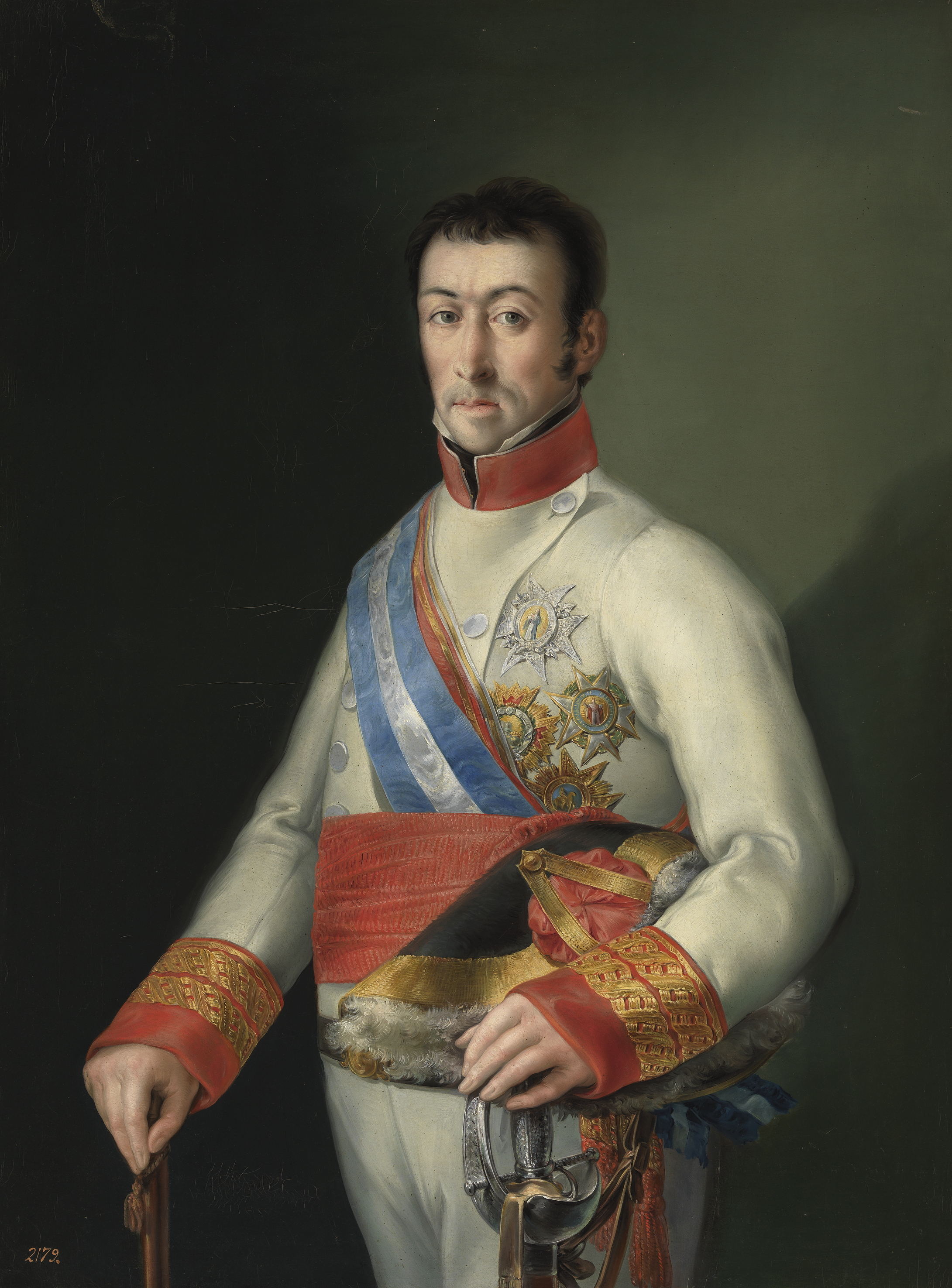
General Francisco Javier de Elío. Atribuido a Miguel Parra. (Museo del Prado).

En la mañana del 16, la flotilla que permanecía bajo vela en la rada interior, desprendió un bote con bandera blanca que se dirigió al desembarcadero. Un oficial de la guarnición recibió el pliego cerrado, dictado por Michelena el día 15 a bordo de la nave capitana, el bergantín Ligero.
El pliego anunciaba «Que con la mecha encendida y por el término preciso de 2 horas esperaba la decisión de la Junta, de la que dependía la paz entre ambas ciudades o la más terrible destrucción. Si se optaba por lo primero, Buenos Aires no seria embestida ni bloqueados sus puertos, siempre que fueran retiradas las tropas enviadas a la Banda Oriental y que los vecinos volviesen a sus hogares quedando todo en la situación que estaba a la llegada del Virrey. Tampoco se perseguiría, arrestaría ni encausaría a nadie por sus opiniones o partido que hubiese tomado en pro o en contra de la causa del trono o de la Junta de Buenos Aires, pudiendo ir a esta ciudad el que lo deseara –dejando a todos en pacífica posesión de sus bienes- siendo entendido que en el caso posible de que la madre patria resultara dominada por el francés, el Virrey se apresuraría a emplear su influjo para la unión estrecha de uno y otro pueblo, con el objeto de resistir, sin proceder contra la Junta antes de tener una decisión absoluta del gobierno español sobre los sucesos.» Y finalizaba «Me hallo autorizado por el Excmo Sr. Virrey para hacer las presentes proposiciones y operar según el efecto que hagan. La Junta será responsable a Dios y a la humanidad de los daños que padezca la benemérita ciudad de Buenos Aires.»
Así, a la estrategia general de retrotraer la situación al estado previo a la ofensiva revolucionaria, Elío agregaba el ofrecimiento de una amnistía general y mutua, así como garantizar la conservación y disponibilidad de los bienes, todo lo que podía ser considerable por la Junta, pero agregaba la condición de desmovilizar a las tropas destacadas en el territorio oriental a su regreso a Buenos Aires y la libertad de circular sólo en el sentido de Montevideo a Buenos Aires. Lo primero dejaba en indefensión a la ciudad, habida cuenta del control del mar por los realistas, quienes por otra contra podrían recuperarse al finalizar el bloqueo, y le impediría asimismo aprovechar la tregua en su frente oriental para fortalecer su frente norte. Lo segundo, habiendo aún un fuerte partido español en Buenos Aires como se pondría de manifiesto en julio del año siguiente con la conspiración de Álzaga, representaba un riesgo cierto y ninguna ventaja ya que Montevideo permanecería cerrada a la propaganda e influjo de la revolución.
Por otra parte si bien en lo que respecta al pronunciamiento revolucionario se respetaba el statu quo, Elío se reservaba el derecho de alterarlo, tanto si España caía por completo y de manera definitiva en manos de Napoleón Bonaparte, como si Fernando VII recobraba el trono o el Consejo de Regencia condenaba formalmente el movimiento de la Junta (hecho previsible, habida cuenta de que ya había de hecho tomado partido al nombrar Virrey a Elío y enviar refuerzos).

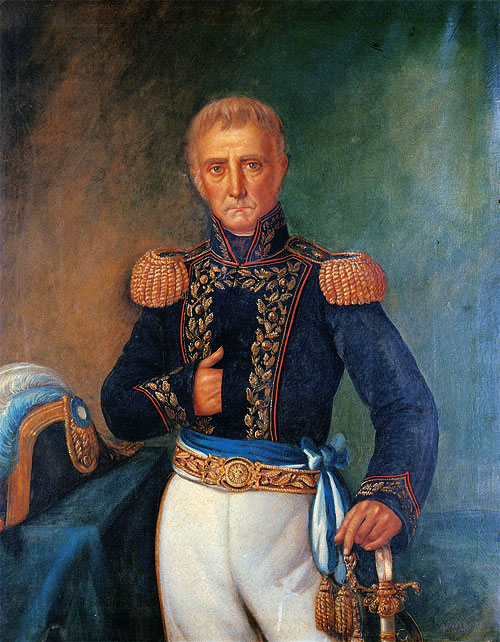
Cornelio Saavedra.

Finalmente las formas del oficio, la imposibilidad de discusión alguna y el bombardeo previo sin aviso impedían cualquier consideración de la posibilidad de aceptar la intimación, lo que aunque hubiera estado en el ánimo de parte del gobierno (pocos meses después, en octubre, se acordó un armisticio sobre bases similares), hubiera sido violentamente rechazado por la población.
Así, la respuesta de la Junta no se demoró, y fue consecuentemente agresiva. Afirmaba que «ni el tono valentón con que insultaba el comandante de la escuadra sutil, ni el amago de su ferocidad por medios solamente capaces de ejercitar su encono sobre imbéciles e impotentes, serán bastantes para desviar al gobierno y pueblo de Buenos Aires de las medidas de una justa resistencia a las tentativas osadas del agresor -quien sería el único responsable ante el juicio y la censura de los imparciales, que jamás aprobarían conducta semejante tan digna de la execración de los hombres como de las naciones civilizadas, para no atropellar la causa de la humanidad por razones bélicas, sin motivo ni objeto ulterior que pudiese justificarlas- probando únicamente el genio violento del jefe imprudente que miraba con frío semblante los males a que era precipitado por el empeño en sostenerse en una autoridad que no le habían dado los pueblos.»
Y finalizaba: «Bajo esta inteligencia obre Ud. por sus principios, y en el cuadro de la desolación con que amenaza, leerá Ud. al fin lecciones prácticas de la energía de un pueblo cuyos esfuerzos no ha sabido calcular el gobierno de quien ha recibido Ud. su misión.»
Firmaban los entonces miembros de la Junta Grande Cornelio Saavedra, Domingo Matheu, Atanasio Gutiérrez, Juan Alagón, Juan Francisco Tarragona, José Antonio Olmos de Aguilera, Dr.Manuel Felipe Molina, Manuel Ignacio Molina, Francisco de Gurruchaga, Dr.Juan Ignacio Gorriti, Dr.José Julián Pérez, Marcelino Poblet, José Ignacio Fernández Maradona, Francisco Ortiz de Ocampo, Dr.José Simón García de Cossio y el Dr.Joaquín Campana, secretario.

### Fin del ataque
Tras la respuesta negativa de la Junta, Michelena de acuerdo a sus órdenes ordenó retomar las posiciones y a esos efectos hizo remolcar las bombarderas, las que al anochecer del 16 estaban ya ubicadas en posición favorable para con la ayuda de la marea aproximarse a la playa.
Ante los aprestos que hacían suponer la reanudación e intensificación del bombardeo, la Junta resolvió evacuar al vecindario concentrándolo en la parroquia de Monserrat, en ese entonces un suburbio del sudoeste de la ciudad que abarcaba parte del barrio actual comenzando en las actuales calles Piedras y Avenida de Mayo, a pocas cuadras de la Plaza Mayor. En el barrio, habitado principalmente por esclavos negros, los vecinos pasaron la noche, que transcurrió no obstante sin novedad. Al amanecer del 17 el enemigo había desaparecido del horizonte.
En la Gazeta del 18 de julio, el Dr. Pedro José Agrelo escribía:

"...esta ciudad ha sido bombardeada por los militares españoles refugiados en Montevideo, debe disculpársenos que anunciemos, que lo ha sido por orden del loco desertor, del infame e indigno español Xavier Elío; y que los despreciables ministros de este proyecto han sido los bárbaros, los indecentes e ignorantes marinos españoles, que ha traído a sus órdenes el cobarde Michelena, de cuya sola prostitución y abandono podía esperarse que arrostrase tan ignorante comisión."

## Consecuencias
El 15 de agosto de 1811, aún en curso las negociaciones solicitadas por Elío, este ordenó a Michelena un nuevo ataque para forzar la aceptación de la intimación del 15 de julio. El 19 de agosto la escuadrilla española, esta vez previa intimación, disparó desde balizas exteriores por cinco horas concentrando el fuego sobre los cuatro pequeños lanchones revolucionarios que salieron a defender el canal de acceso al puerto interior. Debido a la distancia la acción fue por completo intrascendente y motivo de burla del vecindario.

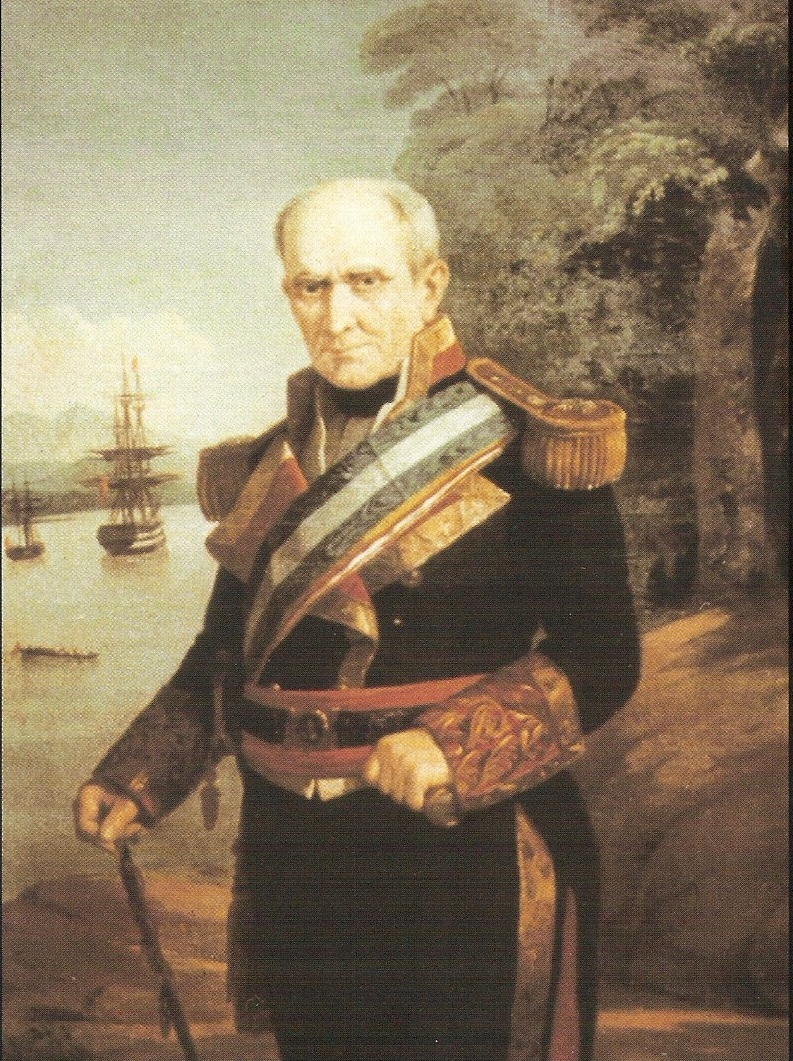
José Primo de rivera.

Tras la ruptura de hecho del armisticio pactado posteriormente (octubre de 1811) por Elío, Gaspar de Vigodet (quien lo reemplazara en noviembre con el cargo de Gobernador de Montevideo) instruyó al capitán de fragata José Primo de Rivera y Ortiz de Pinedo para reiniciar las operaciones sobre Buenos Aires. El 4 de marzo de 1812 la escuadra bombardeó por cincuenta minutos el muelle así como el queche Hiena y una cañonera patriota. Como en las anteriores ocasiones el entusiasmo del vecindario fue evidente y las consecuencias materiales para la ciudad atacada irrelevantes.
Los tres bombardeos fueron así un rotundo fracaso. El primero tuvo por objeto fundamental atemorizar a la población y obligar a su gobierno a someterse a las condiciones de Elío, mientras que los restantes sumaron como objetivo aniquilar las mínimas fuerzas navales patriotas que aunque exiguas resultaban una molestia para los bloqueadores. Las fuerzas patriotas resultaron ilesas, la opinión pública acrecentó su patriotismo y el agresor se mostró contrario a las normas de guerra cuando mínimo en el primer ataque, al bombardear, y sin aviso, una ciudad indefensa.
Ante la falta de recursos de todo tipo y sin posibilidades de obtenerlos de la metrópoli, el 23 de marzo Vigodet se vio forzado a solicitarlos al Virrey del Perú, José Fernando de Abascal y Sousa, Marqués de la Concordia. Siendo evidente la falta de resultados de las campañas de bombardeo, o aún, por contraproducentes a los objetivos propuestos de aniquilar las fuerzas navales revolucionarias, atemorizar a la población y someter a su gobierno, las autoridades realistas optaron por concentrar sus esfuerzos en campañas de hostigamiento y aprovisionamiento por las riberas de los ríos interiores.
Contrariamente, el gobierno de Buenos Aires se consolidaba y el 20 de mayo estaba ya en condiciones de adquirir suficiente armamento. Esto y el armisticio acordado el 24 de ese mes con el enviado plenipotenciario de la corte portuguesa Juan Rademaker que estipuló el retiro efectivo de las fuerzas de ocupación de la Banda Oriental, posibilitaron el avance de las fuerzas revolucionarias y el inicio del segundo sitio de Montevideo.